# Autoroute 25 (Québec)
Die Autoroute 25  in der ostkanadischen Provinz Québec gehört auf einer Länge von 8 km zum Trans-Canada Highway-System, die ganze Autoroute hat eine Länge von 51 km. Die Überquerung des Rivière des Prairies ist seit 2011 mautpflichtig.

## Streckenbeschreibung
Die Autoroute beginnt an der Kreuzung der Routes 125 und 158 in Saint-Esprit und führt in südöstlicher Richtung. Die Strecke ist autobahnmäßig ausgebaut und ist zur Erschließung der Gemeinden nordwestlich von Montréal gedacht. Die Autoroute führt über den Rivière des Mille Îles, darauf trifft sie auf Autoroute 440, die in Laval eine Querspange zur Autoroute 13 darstellt. Die Autoroute führt seit Mai 2011 über die neu errichtete Olivier-Charbonneau-Brücke über den Fluss Rivière des Prairies. Mit dieser Brücke wird die Millionenstadt Montréal erreicht. Dort trifft sie auf Autoroute 40, die ostwärts nach Québec reicht, und von Westen von Gatineau her kommt. Ab diesem Knoten beginnt die Auszeichnung als Trans-Canada Highway. Nach Querung des Stadtzentrums von Montréal trifft die Autoroute auf den Sankt-Lorenz-Strom. Dieser wird durch den Louis H Lafontaine-Tunnel unterquert, auf der anderen Seite des Stroms mündet dann die Autoroute 25 in die Autoroute 20 ein und endet damit.